# Ana Miranda de Lage
Ana Clara María Miranda de Lage (ur. 7 maja 1946 w San Sebastián) – hiszpańska i baskijska polityk, senator, od 1986 do 1999 i od 2003 do 2004 deputowana do Parlamentu Europejskiego II, III, IV i V kadencji.

## Życiorys
Z zawodu administratywistka. W 1975 wstąpiła do związku zawodowego UGT, została też wówczas członkinią Hiszpańskiej Socjalistycznej Partii Robotniczej (PSOE). Obejmowała szereg kierowniczych funkcji w Socjalistycznej Partii Kraju Basków – Baskijskiej Lewicy.
W latach 1984–1987 zasiadała w hiszpańskim Senacie II i III kadencji. Od 1984 do 1990 była deputowaną do parlamentu Kraju Basków.
W 1986 objęła mandat posłanki do Parlamentu Europejskiego. Utrzymywała go w wyborach powszechnych w 1987, 1989 i 1994. W 1999 bez powodzenia ubiegała się o reelekcję. Deputowaną V kadencji została w 2003. W PE była członkinią grupy socjalistycznej. Pracowała m.in. w Komisji ds. Petycji (od 1992 do 1994 jako jej wiceprzewodnicząca).